# Gigi, ett lättfärdigt stycke
Gigi, ett lättfärdigt stycke (originaltitel: Gigi) amerikansk romantisk komedifilm från 1958 i regi av Vincente Minnelli, med bland andra Leslie Caron och Maurice Chevalier i de ledande rollerna. Filmens manus bygger på en novell med samma titel från 1944 av den franska författaren Colette. Samma novell hade filmatiserats tidigare, bland annat 1949 med titeln Kärleksskolan. 1951 blev novellen även en pjäs på Broadway.

## Handling
Paris i slutet av 1800-talet. Unga Gigi (Leslie Caron) uppfostras motvilligt till att bli en attraktiv ung kvinna, som ska veta allt om juveler och om att behaga männen. Vad hon inte vet är att hon förväntas bli en kurtisan som ska sälja sig dyrt. Gigi är sorglös och spontan och tycker att kärleken är fånig. Den enda hon gillar är sin äldre kusin Gaston Lachaille (Louis Jourdan), som ser henne som ett barn. Men han gillar hennes sällskap så mycket att han till slut förälskar sig i henne.

## Rollista i urval
- Leslie Caron - Gigi
- Louis Jourdan - Gaston Lachaille
- Maurice Chevalier - Honore Lachaille
- Hermione Gingold - Madame Alvarez
- Eva Gabor - Liane d'Exelmans, Honores förra fästmö
- Jacques Bergerac - Sandomir
- Isabel Jeans - Tant Alicia
- John Abbott - Manuel

## Musiknummer
1. Overture – MGM Studio Orchestra
2. "Honoré's Soliloquy" – Maurice Chevalier
3. "Thank Heaven for Little Girls" – Maurice Chevalier
4. "It's a Bore" – Maurice Chevalier, Louis Jourdan & John Abbott
5. "The Parisians" – Leslie Caron (dubbad av Betty Wand)
6. "The Gossips" – Maurice Chevalier & MGM Studio Chorus
7. "She is Not Thinking of Me" – Louis Jourdan
8. "The Night They Invented Champagne" – Leslie Caron (dubbad av Betty Wand), Hermione Gingold & Louis Jourdan
9. "I Remember It Well" – Maurice Chevalier & Hermione Gingold
10. "Gaston's Soliloquy" – Louis Jourdan
11. "Gigi" – Louis Jourdan
12. "I'm Glad I'm Not Young Anymore" – Maurice Chevalier
13. "Say a Prayer for Me Tonight" – Leslie Caron (dubbad av Betty Wand)
14. "Thank Heaven for Little Girls (Reprise)" – Maurice Chevalier & MGM Studio Chorus

## Utmärkelser och nomineringar

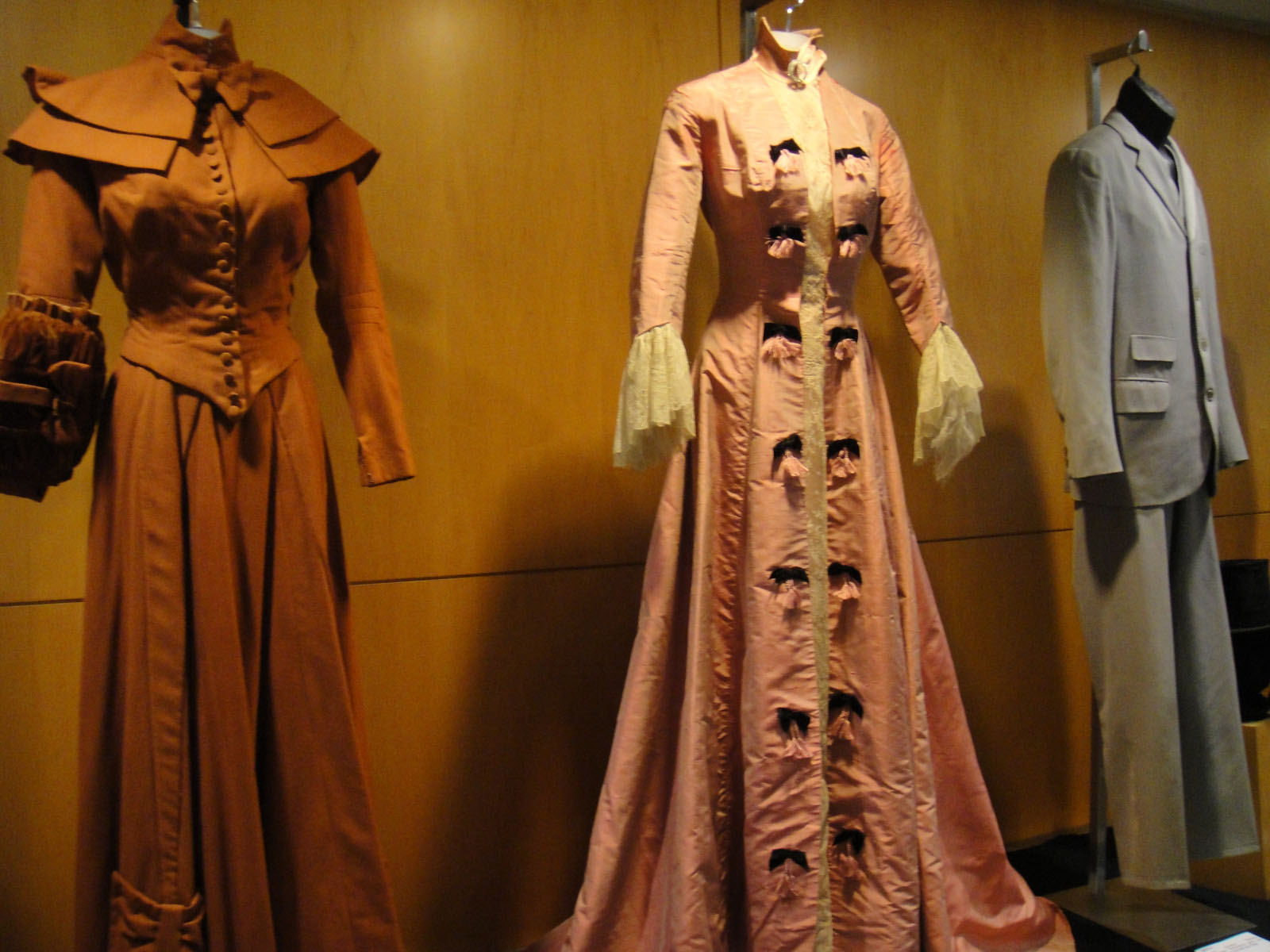
Cecil Beatons oscarsbelönade kostymer från filmen.

Filmen vann hela nio Oscars och tre Golden Globe samt ytterligare priser. Den vann Oscars för bästa scenografi, bästa färgfoto, bästa kostym, bästa regi, bästa klippning, bästa originalmusik, bästa tonsättning, bästa film och bästa manuskript. Den vann Golden Globes för bästa musikalfilm, bästa regi och bästa kvinnliga biroll.